# 機動戦士ガンダムSEED C.E.73 Δ ASTRAY
『機動戦士ガンダムSEED C.E.73 Δ ASTRAY（きどうせんしガンダムシード コズミック・イラ73 デルタ アストレイ）』は、ときた洸一による日本の漫画作品。『ガンダムエース』（角川書店）にて連載された『機動戦士ガンダムSEED ASTRAYシリーズ』の第4作目。

## 概要
舞台は『機動戦士ガンダムSEED DESTINY』と同時期であり、ユニウスセブン落下からデスティニープラン発表直後までを描く。火星移住者「マーシャン」の若きリーダーであるアグニスを主人公とし、彼の視点で物語が進む。
また『機動戦士ガンダムSEED C.E.73 STARGAZER』と並行展開がなされており、随所で連動が見られる。

## 物語
C.E.73。テロリストの手によってユニウスセブンが落下し、地球は甚大な被害を受けた。そして世界は再び混迷へと進み始めた。
バウトロヤのD.S.S.D補給ステーションに1隻の宇宙船が到着した。マーズシップ「アキダリア」には火星に住む人々「マーシャン」の特使であるアグニスとナーエが搭乗していた。彼らはある任務のため地球圏へとやってきたのだった。
各政府との会見
まずは火星と友好関係にあるプラントへ到着するアグニス達。職業に合わせて遺伝子調整が行われているマーシャンの特殊な社会に興味を持つデュランダル議長は、彼らと直接会見を行うが、直後地球連合がプラントに向けて宣戦布告を行い、戦争が始まった。
ザフトのアイザックをオブザーバーに加え、地球連合との会見に向かうアグニス。しかし開戦した今、マーシャンである彼らは地球人から見ればコーディネイターと変わらない。案の定会見は行われず、プラントの情報を聞き出そうとアグニスは拷問をされてしまう。しかし、ナーエの機転により脱出に成功。ファントムペインの追撃を逃れ、残るオーブ代表との会見へと向かう。
中立国のオーブであったが、この時期連合の圧力に屈し、同盟を結ぶ直前であった。無事会見を終え、船とアグニスのMS「デルタアストレイ」の整備を行っていた最中、カガリとユウナとの結婚式典で謎のMSがカガリを拉致。国のため望まぬ政略結婚に臨むカガリを尊敬するアグニスは彼女を救助しに向かうが、そこにオーブ五大氏族のロンド・ミナ・サハクが現れる。個人の意志を尊重する彼女は、結婚を望まないカガリのために妨害に入ったのだった。
マーシャンの目的
マルキオ導師を加え秘密裏に会議が行われる。距離の離れた火星が、なぜ地球での戦禍が及ぶこと懸念しているのかというミナの問に、アグニスは地球に来た目的を語り始めた。それは、火星でNジャマーキャンセラーのベースマテリアルの鉱脈が発見されたことだった。プラントが過去に地球に設置したNジャマーの影響で核動力は地球上では使えず、それを無効化するNジャマーキャンセラーに必要な物質も地球では希少である。それが火星で大量に手に入ると分かれば、ミリタリーバランスは崩れ、地球だけでなく火星も核の脅威に晒されることが予想された。そして地球人（テラナー）を見極めるため、アグニス達がやってきたのだった。
デルタアストレイの秘密。
その後、連合への協力を明らかにしたオーブ政府から即刻出国するようにとの通達が届く。退去するアグニス達だったが、ファントムペインのスウェンとオーブ軍マーシャン追撃部隊が迫っていた。交戦するアグニスだが、スウェンの思わぬ反撃にあい敗北してしまう。リーダーとなるべくして作られ、努力も怠らなかったアグニスはショックを隠しきれなかった。さらに追い打ちを掛けるように、デルタに自爆装置が仕掛けられたことを知ってしまう。デルタはテラナーのマーシャンへの対応を見るための機体であり、デルタが大破もしくは鹵獲されればそれはテラナーの敵対行動ということになり、そのような事態に陥った場合核爆発するように造られていた。政府に信用されていなかったことにアグニスは深くうなだれた。
新型MS「ターンデルタ」
その後、先に地球に降りていたマーシャンのディアゴと偶然合流。同時に長らく行方不明となっていた姉のセトナが新たなMS「ターンデルタ」を携えて現れた。新たな機体を手にいれてもなお力の落としたままのアグニス。しかし、本来は別の職業に就くはずだったナーエが、アグニスの一言から彼の副官になる努力ができたことを聞き、自分が遺伝子という枠に縛り付けていたこと、そして人は遺伝子の定めを超える事ができるのだと言う事に気づき、自分の可能性を信じ再び立ち上がった。
デスティニープラン発表
そして数カ月後。火星への帰還時期が近づく中、アグニスは「互いに認め合い協力し合う世界」の理想を掲げ、各国政府と積極的な交渉を続けていた。執拗な妨害も続いたが、同時にロウやジェス、ジャンク屋組合の人々の協力を得ることもできた。戦争も新たな局面を迎え、デュランダル議長が遺伝子を解析しそれに従った管理社会「デスティニープラン」を発表した。マーシャンのそれと酷似していたが、人は遺伝子の定めを超えて進化できると信じるアグニスはデスティニープランを否定するのだった。
アグニスの決意
ターンデルタの力でマーシャン追撃部隊を倒すことに成功するが、新たなファントムペインのエミリオとダナが奇襲を仕掛けてきた。強化されたMSを駆る彼らの猛攻に苦戦を強いられるが、優れた力を持ちながら何故くだらない目的のために戦うのか、何のために戦っているのかというアグニスの問に戸惑うエミリオ。同時に、彼の言葉を聞いて奮起したジャンク屋組合のMSも加わり、形勢は逆転し、勝利を収めることができた。
その後、火星帰還の時期となったが、アグニスは地球に残る決意をする。地球と火星の友好のため、デスティニープランが発表された後の世界を見届けるため、そしてに人々が新たな扉を開くことを信じて。

## 登場人物

### マーシャン
- アグニス・ブラーエ - 火星から派遣された使節団のリーダー。マーシャンのリーダーとなるべく、遺伝子調整が施されている。地球へ派遣された使節団リーダー。短気で口癖は「我慢ならん！」。搭乗機は「ヴォワチュール・リュミエール」による超高速戦闘を得意とする、核エンジン搭載MSデルタアストレイ。後に姉のセトナから与えられたターンデルタに乗る。
- ナーエ・ハーシェル - アグニスの副官。遺伝子調整によって、人間関係を円滑にする役割を与えられている。元は別の職業に就くはずだったが、その才能を評価するアグニスから副官に抜擢された。乗機は火星で普及している三脚型MAに擬体した可変型MSガードシェル。
- セトナ・ウィンタース - アグニスの姉。火星オーストレールコロニーのシンボルとなるべく創られたが、人々に尽くされるよりも人に尽くすことを望み、10年前火星から逃亡した。その際事故に遭い、救命ポットで冷凍睡眠で眠り続けていたが、5年前にジャンク屋のプロフェッサーに救助された。よって外見は13歳だが、実年齢は18歳である。前作『DESTINY ASTRAY』にも登場。
- ディアゴ・ローウェル - セトナを崇拝するよう、遺伝子調整を施された少年。失踪していたセトナを探すため、ジャンク屋のロウの船に乗り、独自に動いていた。直情的で、地球人（テラナー）にも偏見を持つ。搭乗機は、追加装甲によってザフトのMSに酷似した外見を持つマーズジャケット。

マーシャンとは火星のオーストレールコロニーにて行われている政策、職業に適した遺伝子調整を行ったコーディネイターにより少ない人口の社会を円滑に回す為の物である。よく勘違いしやすいが、決して火星人＝マーシャンではない。今回の火星使節の順番がオーストレールコロニーの順番だった為に勘違いしやすいが、火星にも他にコロニーがある。

### ザフト
- アイザック・マウ - ジュール隊所属のザフト兵。デュランダル議長の計らいで、マーシャンのオブザーバーとしてアグニスらに同行する。デスティニープラン発表後はそれを否定するアグニスの元を離れるが、ファントムペインとの対決の際に駆けつける。搭乗機は専用のバクゥハウンドとザクウォーリア。
- ギルバート・デュランダル - プラント議長。マーシャン達の、遺伝子による完全管理社会に興味を持っている。物語終盤、遺伝子によって職業適性を決める「デスティニープラン」を発表する。

### オーブ軍マーシャン追撃部隊
オーブの下級氏族の5名で構成されている。出世のため軍に所属し、手柄を求めている。全員、105スローターダガーを与えられている。
- ワイド・ラビ・ナダガ - 認識番号ジャガー1。カガリとの婚約を狙っている自信家。
- ファンフェルト・リア・リンゼイ - 認識番号パンサー2。「オーブの騎士」を自称する。プライドが高く、マーシャンに敗北し顔面に醜い傷を負ってからは性格が豹変した。その際の搭乗機はデストロイ。
- サース・セム・イーリア - 認識番号レパード3。最年少であり、没落した家のために駆り出されている。自分を庇って死んだガルドの為に戦うが、ワイドに諭され戦線を離脱。
- ホースキン・ジラ・サカト - 認識番号クーガ4。冷静沈着な知略家。ナーエの乗るガードシェルの可変機構に驚いた隙を突かれ死亡。
- ガルド・デル・ホクハ - 認識番号タイガー5。最年長であり、軍歴が最も長い。サースを庇って戦死。

### ファントムペイン
地球連合の独立機動隊。主に強化人間や、反コーディネイター思想を植え付けられたエースパイロットで構成されている。スウェン、ミューディー、シャムスの3名はOVA『機動戦士ガンダムSEED C.E.73 STARGAZER』の登場人物。
- スウェン・カル・バヤン - コーディネイター殲滅の英才教育や洗脳を受けた寡黙な青年。デルタアストレイに乗るアグニスを撃墜しており、その実力はコーディネイターをも凌ぐ。搭乗機はストライクノワール。
- ミューディー・ホルクロフト - 「良いコーディネイターは死んだコーディネイターだけ」と語る、御多分に洩れず極端な反コーディネイター思想の女性パイロット。搭乗機はブルデュエルに搭乗する。
- シャムス・コーザ - 伊達メガネをかけた黒人青年。搭乗機はヴェルデバスター。
- エミリオ・ブロデリック - 洗脳によって、コーディネイターが平和を乱すと信じている偏執的な思想の持ち主。搭乗機はロッソイージス。
- ダナ・スニップ - エミリオとは対照的に軽い性格だが、殺戮を楽しむ快楽殺人者の面を持つ。搭乗機はネロブリッツ。

## 登場兵器
マーシャン
- GSF-YAM01 デルタアストレイ
- GSF-YAM02 ガードシェル
- MBF-P02 マーズジャケット
- MMF-JG73L ターンデルタ
- アキダリア
- GSW-M02 マーズタンク

ザフト
- TMF/A-802W2 アイザック専用ケルベロスバクゥハウンド
- ZGMF-1000 アイザック専用ケルベロスザクウォーリア

地球連合軍
- GAT-01A2R 105スローターダガー
- GAT-X105E+AQM/E-X09S ストライクノワール
- GAT-X1022 ブルデュエル
- GAT-X103AP ヴェルデバスター
- GAT-X207SR ネロブリッツ
- GAT-X303AA ロッソイージス

オーブ軍
- MVF-M11C ムラサメ

民間
- ZGMF-X10A フリーダム
- MBF-P01-Re2 アストレイ ゴールドフレーム天ミナ
- ZGMF-X12D アストレイ アウトフレームD
- MWF-JG73 シビリアンアストレイJGカスタム

## スタッフ
- 原作 - 矢立肇、富野由悠季
- SEEDキャラクターデザイン - 平井久司
- ASTRAYキャラクターデザイン - 植田洋一
- SEEDメカニックデザイン - 大河原邦男、山根公利
- ASTRAYメカニックデザイン - 大河原邦男、阿久津潤一（ビークラフト）、町田能彦、神宮司訓之
- 設定・企画協力 - 森田繁（スタジオぬえ）
- 設定・協力 - 吉野弘幸
- マークデザイン - 神宮司訓之
- タイトルロゴデザイン - 海野大輔
- 制作 - サンライズ
- 作画 - ときた洸一
- シナリオ - 千葉智宏

## 書籍
1. ISBN 978-4047139015
2. ISBN 978-4047139329